# روجر فرانسوا
روجر فرانسوا (بالفرنسية: Roger François)‏ هو رباع فرنسي، ولد في 7 أكتوبر 1900 في رومان سور ديزير في فرنسا، وتوفي في 15 فبراير 1949 في باريس في فرنسا.

## وصلات خارجية
- روجر فرانسوا على موقع أوليمبيديا (الإنجليزية)